# Henri De Page
Henri De Page (Brussel, 5 november 1894 - aldaar, 27 augustus 1969) was een Belgisch jurist. Hij wordt algemeen beschouwd als een van de grootste Belgische juristen van de 20ste eeuw.

## Biografie
De Page werd geboren in een vooraanstaande Brusselse familie. Hij studeerde rechten aan Facultés universitaires Saint-Louis en later aan de Université libre de Bruxelles (ULB), maar onderbrak zijn studies in 1914 om als vrijwilliger te vechten in de Eerste Wereldoorlog. Vanwege van zijn deelname aan de oorlog behaalde hij de academische graad van doctor in de rechten pas in 1919.
In 1922 werd De Page benoemd tot substituut van de procureur des Konings te Brussel. In 1926 verscheen zijn eerste boek en werd hij benoemd als docent zakenrecht aan de Université libre de Bruxelles. De Page werd tot rechter benoemd in de rechtbank van eerste aanleg te Brussel in 1929, een ambt dat hij zou vervullen tot 1936. In dat jaar besloot De Page om de juridische praktijk te verlaten en zich volledig te concentreren op zijn academische bezigheden: doceren en het publiceren van zijn magnum opus, de Traité élémentaire de droit civil belge, waarvan het eerste deel al in 1933 was verschenen.
De eerste editie van de Traité publiceerde De Page tussen 1933 en 1949. Vanaf 1939 werd hij, omwille van zijn zwakke gezondheid, bij dit werk geholpen door René Dekkers, een student van De Page die later zelf een van de grootste Belgische juristen zou worden.
In de jaren 1950 en 1960 hield De Page zich vooral bezig met het schrijven van aanvullingen op zijn Traité, waarvan ook een tweede editie verscheen. Hij bleef lesgeven aan de Université libre de Bruxelles tot in 1964.
Henri De Page overleed in 1969.

## Publicaties

### Traité élémentaire de droit civil belge
Het belangrijkste werk van De Page was zijn monumentale Traité élémentaire de droit civil belge, een boek bestaande uit tien delen van elk meer dan 1.000 bladzijden, verschenen tussen 1933 en 1950. In dit werk beschrijft De Page het Belgisch burgerlijk recht, zoals dat in zijn tijd gold, tot in de details. René Dekkers, een ander groot Belgisch jurist en leerling van De Page, leverde een belangrijke bijdrage aan de totstandkoming van dit werk. DeTraité van De Page geldt nog steeds als een van de grote basiswerken van de Belgische rechtsleer.
In 1951 en 1952 verschijnen vier delen met aanvullingen op de Traité. Vanaf 1962 begon De Page aan een tweede editie van het boek. Na zijn overlijden werd dit werk voortgezet door Dekkers tot in 1975.
In 1990 zijn de leden van de rechtsfaculteit van de Université Libre de Bruxelles begonnen aan een geheel nieuwe editie van het werk. In 1990 verscheen een deel over personen- en familierecht en in 1997 een deel over de bijzondere overeenkomsten.

### Overige werken
De andere werken van Henri De Page zijn voor het merendeel in de vergetelheid geraakt en zijn, gezien hun ouderdom, veelal achterhaald. Hier een gedeeltelijke bibliografie:
- De l'interpretation des lois (1925)
- Les actions complexes (1930)
- A propos du gouvernement des juges (1931)
- L'idee de droit naturel (1936)
- Droit naturel et positivisme juridique (1939)
- Le problème de la lésion des contrats (1946)
- L'obligation abstraite en droit interne et en droit comparé (1957)

## Onderscheidingen
- 1949: Lid van de Academie voor Wetenschappen, Letteren en Schone Kunsten van België, Klasse der Letteren.
- 1950: Tienjaarlijkse prijs voor juridische wetenschappen.
- 1956: Titularis van de Francqui-Leerstoel aan de Rijksuniversiteit Gent.
- 1966: Eredoctoraat van de Rijksuniversiteit Gent.